# Eclissi solare del 16 gennaio 1972
L'eclissi solare del 16 gennaio 1972 è un evento astronomico che ha avuto luogo il suddetto giorno attorno alle ore 11.03 UTC. 
L'eclissi, di tipo anulare, è stata visibile in alcune parti del Sud America e dell'Antartide.
L'eclissi è durata 1 minuto e 53 secondi e l'ombra lunare sulla superficie terrestre ha raggiunto una larghezza di 321 km. L'evento del 16 gennaio 1972 è divenuto la prima eclissi solare nel 1972 e la 165ª nel XX secolo. La precedente eclissi solare si è verificata il 20 agosto 1971, la seguente è avvenuta il 10 luglio 1972.

## Visibilità e percorso
L'eclissi si è manifestata all'alba locale sulla superficie dell'oceano a circa 710 chilometri a nord della costa della Terra di Marie Byrd, in Antartide. In seguito la pseudo umbra lunare è proseguita verso sud e ha attraversato il Mare di Ross a sud-ovest. Dopo essere risalita a Victoria Land ha virato gradualmente a nord-ovest ed è entrata nella Terra di Wilkes raggiungendo il punto massimo di eclissi a circa 900 chilometri nell'entroterra. Successivamente, la pseudo umbra si è gradualmente spostata a nord e poi nord-est, per terminare al tramonto a circa 1.500 chilometri a sud dello stato dell'Australia Occidentale, in Australia. L'eclissi anulare ha coperto la stazione di ricerca scientifica antartica sovietica di Vostok e la stazione Russkaya all'epoca ancora in costruzione.
Congiuntamente all'eclissi anulare, un'eclissi parziale ha interessato oltre ai suddetti territori anche l'intera Antartide, il Cile meridionale e l'Argentina meridionale, le Isole Falkland, il sud della Georgia, le Isole Sandwich meridionali, le isole Mascarene, l'Australia sud-occidentale, le isole Kerguelen e le isole dell'Oceano Indiano meridionale.

## Eclissi correlate

### Eclissi solari 1971 - 1974
Questa eclissi è un membro di una serie semestrale. Un'eclissi in una serie semestrale di eclissi solari si ripete approssimativamente ogni 177 giorni e 4 ore (un semestre) a nodi alternati dell'orbita della Luna.

### Ciclo di Saros 121
L'evento appartiene al ciclo solare di Saros 121, che si ripete ogni circa 18 anni, 11 giorni e 8 ore, comprendente 71 eventi. La serie è iniziata con un'eclissi solare parziale il 25 aprile 944. Comprende eclissi totali dal 10 luglio 1070 al 9 ottobre 1809. Contiene eclissi ibride il 20 ottobre 1827 e il 30 ottobre 1845. Comprende eclissi anulari dall'11 novembre 1863 al 28 febbraio 2044. La serie termina al membro 71 con un'eclissi parziale il 7 giugno 2206. L'eclissi totale più lunga si è verificata il 21 giugno 1629, con la massima durata della totalità a 6 minuti e 20 secondi. L'eclissi anulare più lunga si verificherà il 28 febbraio 2044, con la massima durata dell'anularità a 2 minuti e 27 secondi. 